# 冯渭
冯渭（？—？），浙江钱塘（今浙江杭州）人，是一名清朝政治人物。监生出身。
冯渭曾于1878年接替张庭兰任青浦县知县一职，1879年由吴康寿接任。